# Тіні забутих предків (балет)

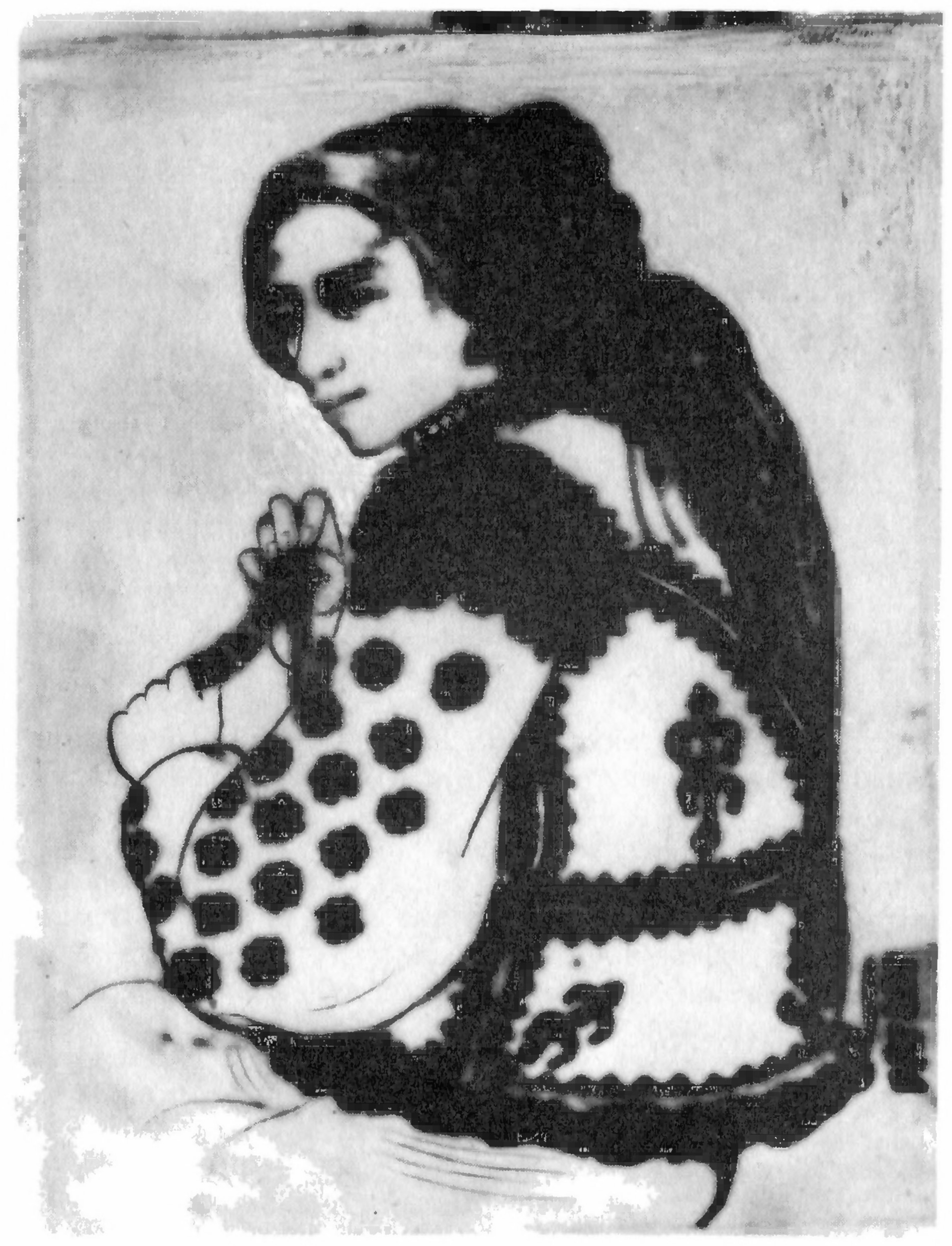
Коцюбинський М. Твори. Тіні забутих предків. №02

"Тіні забутих предків" — балет українського композитора Віталія Кирейка за однойменною повістю Михайла Коцюбинського.

## Постановки
- Балет “Тіні забутих предків” вперше був поставлений на сцені Львівського театру   у 1960 році на лібретто Наталії Скорульської та Флоріана Коцюбинського у постановці Тамари Рамонової.[1][2][3] На думку Ю. О. Станішевського вистава була «однолінійною побутово-пантомімічною балетною драмою... Ігноруючи самобутність літературного першоджерела й особливості музичної драматургії, що узагальнено розкривала поетичний зміст повісті М.Коцюбинського, Тамара Рамонова проілюструвала події лібретто засобами пантоміми і дивертисментного танцю»[4]
- У 1963 балет поставили на сцені Київського театру опери та балету в редакції Наталії Скорульскої. У цій постановці вона більше прагнула до відтворення задуму та поетичної атмосфери літературного першоджерела. На думку М. Загайкевич, «балетмейстер пішла подекуди, особливо в масових танцювальних епізодах, шляхом надто прямолінійного перенесення на балетну сцену фольклорних мотивів, перевантаження образів етнографічними деталями»[4]

## Екранізація
- У 1990 на студії «Укртелефільм» зняли фільм-балет у виконанні колективу Київського театру опери та балету[5]. Солісти: Іван — Костянтин Костюков, Марічка — Любов Данченко, Палагна — Тетяна Андрєєва, Юра Мольфар — Дмитро Клявін, Чугайстир — Ігор Погорілий, Семен — Максим Мотков. Диригент — Іван Гамкало, режисер — Юрій Суярко, оператор — Юрій Бордаков.

## Виноски
1. ↑  Тамара Рамонова. Архів оригіналу за 28 листопада 2021. Процитовано 30 квітня 2021. [Архівовано 2021-11-28 у Wayback Machine.]
2. ↑  Кирейко Віталій. Енциклопедія Сучасної України: електронна версія.
3. ↑  КИРЕЙКО ВІТАЛІЙ. Енциклопедія історії України.
4. 1 2  Станішевський  Ю. О. (2003). Балетний  театр  України.  225  років  історії  національного  професіонального  хореографічного мистецтва. Музична Україна. с. 440.
5. ↑  Віталій Кирейко Тiнi забутих предкiв Ukrainian ballet. YouTube. Ukrainian Opera Artists XX-th Century. 24 серпня 2013. Процитовано 13 лютого 2025.{{cite web}}:  Обслуговування CS1: Сторінки з параметром url-status, але без параметра archive-url (посилання)